# IPhone 7
L'iPhone 7 e l'iPhone 7 Plus appartengono alla decima generazione di smartphone sviluppati dalla casa californiana Apple, presentati il 7 settembre 2016.
Sono i primi modelli in cui il tasto fisico Home non è più presente ma è stato sostituito da un "tasto virtuale" capace di offrire una risposta tattile grazie al nuovo Taptic Engine. Sono anche i primi ad essere resistenti alla polvere e all'acqua per la certificazione IP67 secondo lo standard IEC 60529 (l'impermeabilità è garantita fino a 1 metro di profondità per 30 minuti); Apple però non riconosce gli eventuali danni causati dall'acqua nella garanzia.
La fotocamera posteriore (doppia sul modello Plus) da 12 MP presenta ora un diaframma con apertura ƒ/1.8, una stabilizzazione ottica dell'immagine e un obiettivo a sei lenti. La risoluzione della fotocamera anteriore è salita a 7 MP. Il display Retina HD è del 25% più luminoso rispetto al predecessore iPhone 6s e raggiunge la gamma DCI-P3 wide color capace di mostrare uno spettro di colori più ampio del 25% rispetto al precedente sRGB. Per quanto riguarda la batteria e il rispettivo caricatore, differisce dai modelli precedenti in quanto richiede un amperaggio maggiore (64 watt).. Insieme all'iPhone 5, il 7 è lo smartphone Apple ad avere subito più reiterazioni (iPhone 8, SE 2 ed SE 3).

## Hardware

### Colori, capacità, dimensioni e massa
| Colorazioni | Colorazioni | Colorazioni | Colorazioni |
| Nome        | Nome        | Fronte      | Antenne     |
| ----------- | ----------- | ----------- | ----------- |
|             | Nero lucido | Nero        | Nero        |
|             | Nero opaco  | Nero        | Nero        |
|             | Argento     | Bianco      | Grigio      |
|             | Oro         | Bianco      | Bianco      |
|             | Oro rosa    | Bianco      | Bianco      |
|             | Product Red | Bianco      | Rosso       |

L'iPhone 7 fu inizialmente disponibile nelle colorazioni Matte Black e Jet Black (colorazioni inedite che sostituiscono il Grigio siderale) insieme a quelle già disponibili per i modelli precedenti cioè Argento, Oro e Oro rosa.
Dopo 6 mesi, a marzo 2017, fu presentata la colorazione rossa (PRODUCT)RED disponibile per le versioni da 128 GB e 256 GB; ogni acquisto contribuisce a sostenere i programmi del Global Fund per la lotta alla diffusione dell'HIV e la lotta contro l'AIDS.
Con l'iPhone 7, la capacità di archiviazione base da passa da 16 GB a 32 GB, per il quale non era disponibile la colorazione Jet Black. Le altre capacità furono di 128 e 256 GB.
Dopo la presentazione del successore iPhone 8 nel settembre 2017, la colorazione Jet Black fu resa disponibile anche nella versione da 32 GB, mentre furono eliminate la colorazione (PRODUCT)RED e la versione da 256 GB.
Le dimensioni dell'iPhone 7 sono 138,3 mm di lunghezza, 67,1 mm di larghezza e 7,1 mm di spessore; il peso è di 138 grammi. Le dimensioni dell'iPhone 7 Plus sono di 158,2 mm di lunghezza, 77,9 mm di larghezza e 7,3 mm di spessore, mentre il peso è di 188 grammi.
Questi smartphone sono dichiarati da Apple resistenti ad acqua, schizzi e polvere, con una certificazione IP67 secondo lo standard IEC 60529.

### Display
L'iPhone del 2016 è dotato di un Retina Display HD, widescreen retroilluminato LED IPS da 4,7" sull'iPhone 7 e da 5,5" sull'iPhone 7 Plus con tecnologia multi-touch.
La risoluzione è di 1334 × 750 pixel a 326 ppi con un contrasto (tipico) di 1400:1 sull'iPhone 7, mentre di 1920 × 1080 pixel a 401 ppi con un contrasto (tipico) di 1300:1 sull'iPhone 7 Plus. Entrambi i modelli sono dotati di un display ad ampia gamma cromatica (P3) con una luminosità massima (tipica) di 625 cd/m².

### Chip e RAM
L'iPhone 7 disponde del chip A10 Fusion con un'architettura a 64 bit, dotata di quattro core, una coppia di core ad alta capacità e un'altra ad alta efficienza (che operano una in alternativa all'altra), per la prima volta su un iPhone, inoltre, è integrato anche un coprocessore di movimento M10. L'iPhone 7 è dotato di 2 GB di RAM, mentre l'iPhone 7 Plus di 3 GB.

### Fotocamera
L'iPhone 7 è dotato di una fotocamera posteriore da 12 MP (doppia sul modello Plus, con la doppia funzione di grandangolo e zoom e, con l'aggiornamento di iOS alla versione 10.1, la profondità di campo) con diaframma aumentato, apertura ƒ/1.8 e zoom digitale fino a 5x.
Entrambi i modelli sono adesso dotati di una stabilizzazione ottica dell'immagine, obbiettivo a sei elementi e Flash True Tone Quad-LED.
La fotocamera anteriore è da 7 MP in grado di registrare video HD (1080p) con diaframma con apertura ƒ/2.2 e Retina Flash.
Esso è capace di registrare video 4K a 30 fps, HD (1080p) a 30 fps o 60 fps oppure HD (720p) a 30 fps.
È capace di registrare video in slow-motion HD (1080p) a 120 fps oppure HD (720p) a 240 fps.

### Sensori
L'iPhone 7 è dotato del sensore di impronte digitali Touch ID di seconda generazione, un barometro, un giroscopio a tre assi, un accelerometro, un sensore di prossimità e un sensore di luce ambientale.

### Autonomia batteria
Grazie alla nuova architettura del processore Apple A10, l'iPhone 7, con batteria di 1960 mAh, permette un'autonomia di 2 ore in più rispetto al suo predecessore iPhone 6s:
- autonomia in conversazioni (wireless): fino a 14 ore su rete 3G;
- autonomia in standby: fino a 10 giorni (240 ore);
- navigazione Internet:
  - fino a 12 ore sulla rete 3G/4G/LTE;
  - fino a 14 ore su rete Wi-Fi
- riproduzione video in wireless: fino a 13 ore;
- riproduzione audio in wireless: fino a 40 ore.

L'iPhone 7 Plus è dotato di una batteria da 2915 mAh che permette un'autonomia di un'ora in più rispetto al suo predecessore iPhone 6s Plus:
- autonomia in conversazioni (wireless): fino a 21 ore su rete 3G;
- autonomia in standby: fino a 16 giorni (384 ore);
- navigazione Internet:
  - fino a 13 ore su rete 3G/4G/LTE
  - fino a 15 ore su rete Wi-Fi
- riproduzione video in wireless: fino a 14 ore;
- riproduzione audio in wireless: fino a 60 ore.

### Assenza connettore audio jack
Gli iPhone 7 e 7 Plus sono i primi smartphone Apple in cui è stata eliminata la presa jack da 3,5 mm; tale assenza è giustificata dalla necessità di fare spazio ad altri componenti e garantire la migliore impermeabilizzazione dello smartphone all'acqua, rendendo necessario l'utilizzo di auricolari wireless Bluetooth o con connettore Lightning oppure di un adattatore fornito per poter utilizzare i vecchi auricolari con cavo jack, insieme all'intenzione di spingere il mercato su altre tecnologie. Successivamente un appassionato ha dimostrato che tali affermazioni sullo spazio interno non erano del tutto vere, riuscendo tramite numerose modifiche della disposizione dei componenti interni e integrazione di altre nuove parti, ad integrare tale connettore.
Tale assenza ha spinto la creazione di gusci protettivi dotati di prese aggiuntive, con lo scopo di reintegrare il jack da 3,5 mm.

### Software
L'iPhone 7 fu messo in vendita con la decima versione del sistema operativo di Apple, iOS 10, portando alcune modifiche all'interfaccia ed aggiungendo nuove funzioni.

### Difetti
Per questa generazione di iPhone sono stati riscontrati questi problemi:
- Le versioni da 32 GB hanno una velocità di lettura e scrittura inferiore rispetto a quelle da 128 GB e 256 GB;[8]

- Ad alcuni utenti lo smartphone si bloccò permanentemente durante l'accensione;[senza fonte]  Archiviato il 14 dicembre 2019 in Internet Archive.
- Vernici delle colorazioni Nero lucido e Nero opaco poco resistenti[9];
- Hissing gate o rumore/fruscio di disturbo, generato dal processore dello smartphone;[10]
- Guasto scheda IC Audio telefonate in entrata e in uscita.

## Spot pubblicitari
- Apple, Questo è il 7, su YouTube.
- Apple, Tuffo, su YouTube.
- Apple, Giro in bici, su YouTube.
- Apple, Barbiere, su YouTube.